# Várnai Szilárd
Várnai Szilárd (Szeged, 1970. szeptember 8. –) magyar színész.

## Életpályája
Szülővárosában a Radnóti Miklós Kísérleti Gimnáziumban érettségizett. Színészi diplomáját 1993-ban kapta meg, a Színház- és Filmművészeti Főiskolán, ahol Iglódi István volt osztályvezető tanára. Főiskolásként gyakorlati idejét 1991-től a Vígszínházban töltötte. 
Pályáját a szolnoki Szigligeti Színházban kezdte, 1995-től a debreceni Csokonai Színház tagja volt. Szabadfoglalkozású színművészként fellépett többek között a Gózon Gyula Kamaraszínházban, a Stúdió "K" Színházban, az RS9 Színházban és a Karinthy Színházban is. Színészi munkája mellett darabok fordításával és rendezéssel is foglalkozik.

## Fontosabb színházi szerepeiből
- William Shakespeare: Romeo és Júlia... Páris, ifjú gróf, a herceg rokona
- Carlo Goldoni: Mirandolina... Ripafratta lovag
- Lorenzo Da Ponte: Ilyenek a nők... Guglielmo
- Nyikolaj Vasziljevics Gogol: A revizor... Hlesztakov, pétervári hivatalnok
- Fjodor Mihajlovics Dosztojevszkij: Bűn és bűnhődés... Raszkolnyikov, joghallgató
- Johann Wolfgang von Goethe: Clavigo... Saint George
- Stendhal: Vörös és fekete: Julien Sorel
- Friedrich Schiller: Don Carlos... Főinkvizítor
- Heinrich von Kleist: Az eltört korsó... Sugár, írnok
- Arthur Miller: Pillantás a hídról... Rodolpho
- Friedrich Dürrenmatt: A nagy Romulus... Theoderich
- Doug Wright: A magam asszonya vagyok... Charlotte (monodráma)
- Madách Imre: Az ember tragédiája... Thersites; Catallus; Márki; Tanítvány; Bábjátékos; Tudós; Eszkimó
- Vörösmarty Mihály: Csongor és Tünde... Kurrah, ördögifj
- Nagy Ignác: Tisztújítás... Tornyai, szolgabíró
- Szép Ernő Lila ákác... Csacsinszky Pali, bankfiú
- Molnár Ferenc: Játék a kastélyban... Ádám
- Weöres Sándor A kétfejű fenevad... Hocher osztrák tábornok
- Hubay Miklós: Hová lett a Rózsa lelke? (Nizsinszki)... Nizsinszki
- Spiró György: Elsötétítés... Férfi (Szegedi Pinceszínház)
- Efrájim Kishon: Kishon-kabaré... szereplő (Spinóza Színház)
- Efrájim Kishon: A színház... kész kabaré! (Spinóza Színház)
- Ács János: A mennyei híd... Sebastian
- Nagy András: A papagáj... Szomory Dezső (Jászai Mari Színház, Tatabánya)
- Dévényi Ádám: A fafejű... Mesélő, Bonbonbon
- Békés Pál: TÉVÉ - játék... Kriston Tamás, főszerkesztő
- Szabó Magda: És ha mégis, uram? (Béla király)... Márk
- Darvasi László: Argentina... Ress, mutatványos bohóc
- Osztovits Cecília: Karácsonyi oratórium... Sidner
- Harsányi Zsolt – Zágon István – Eisemann Mihály: XIV. René... Bobby, jazzkarmester
- Jacques Offenbach: Szép Heléna... Philekémusz (Ódry Színpad)
- Szophoklész: Philoktétész... Odüsszeusz (Ódry Színpad, Padlás)
- Richard O'Brien: Rocky Horror Picture Show: Riff Raff (Ódry Színpad) (Vidám Színpad)
- Jaroslav Hašek: A puccer és az óberlajtnant... szereplő (Ódry Színpad)
- Witold Gombrowicz: Operett... Firulet báró
- Stanisław Wyspiański: Novemberi éj... Seweryn Goszczynski; Ksawery Bronikowski Hermész
- Morris Panych: Történet a hetediken... Rodney; Marchall; Percy
- Graham Chapman – John Cleese – Terry Gilliam – Eric Idle – Terry Jones – Michael Palin: Gyalog galopp... Sir Galahad; 2. Középkori pofa; 2. Őr; A hullaszállító kuncsaftja
- William Shakespeare – Samuel Spewack – Bella Spewack – Cole Porter: Csókolj meg Katám!... Kevin, színész (Gremio, kérő)
- Fuchs – Mohácsi János: Ezt csak énekelem... ...szereplő (Teli Hold Színház)
- Lyman Frank Baum – Harold: Óz, a csodák csodája... Halottkém
- N. Richard Nash: Az esőcsináló... Noah Curry
- Baráthy György: Origami... szereplő
- Kiss Márton: A Rácz Vivien projekt... szereplő
- Kiss Márton: Foglalkoztató... szereplő
- Czeizel Gábor – Vajda Anikó: Prima Donna, a Balaton Csillaga... Madonna
- Csík Csaba – Bor Viktor: Robin Hood... Richard király

## Művei
Lisa Cagnacci-val közösen írt darabja:
- Starving necrophilia / Dark in the night

Műfordítása:
- Doug Wright: A magam asszonya vagyok

## Rendezéseiből
- Hepp!
- Kéretik elégetni  (KoMod – színház)

## Filmek, tv
- Edith és Marlene (színházi előadás tv-felvétele, 1992)
- Kisváros (sorozat)

- Ki nevet a végén? 1-2. című rész (2001)
- Gyilkos szerep 2. című rész (2001)
- Exit (2004)
- 8mm 2 (2005)
- Borgiák (2012)